# Raman Wiralajnen
Raman Erikawitsch Wiralajnen (belarussisch Раман Эрікавіч Віралайнэн, russisch Роман Эрикович Виролайнен Roman Erikowitsch Wirolainen, * 28. Juli 1981 in Petrosawodsk) ist ein ehemaliger belarussischer und russischer Skilangläufer.

## Werdegang
Wiralajnen, der zunächst für Belarus startete, trat international erstmals bei den Junioren-Skiweltmeisterschaften 2000 in Štrbské Pleso in Erscheinung. Seine beste Platzierung dort war der vierte Platz im Sprint. Im folgenden Jahr wurde er bei den Junioren-Skiweltmeisterschaften in Karpacz Zwölfter im 30-km-Massenstartrennen, Siebter im Sprint sowie Vierter über 10 km klassisch und bei der Winter-Universiade in Zakopane Zehnter über 10 km klassisch sowie Achter über 10 km Freistil. Bei den nordischen Skiweltmeisterschaften 2001 in Lahti lief er auf den 62. Platz in der Doppelverfolgung, auf den 47. Rang über 15 km klassisch und auf den 26. Platz im Sprint. In der Saison 2001/02 holte er in Cogne mit dem 29. Platz über 10 km klassisch seine ersten Weltcuppunkte und belegte bei den Olympischen Winterspielen in Salt Lake City den 30. Platz in der Doppelverfolgung, den 26. Rang im Sprint sowie de 13. Platz über 15 km klassisch. Zudem errang er dort zusammen mit Mikalaj Semenjako, Aljaksandr Sannikou und Sjarhej Dalidowitsch den 15. Platz in der Staffel. In der folgenden Saison kam er bei der Winter-Universiade 2003 in Tarvisio auf den 18. Platz im Sprint, auf den 14. Rang über 10 km klassisch sowie auf den fünften Platz mit der Staffel und bei den nordischen Skiweltmeisterschaften 2003 im Val di Fiemme auf den 29. Platz im Sprint, auf den 19. Rang im Skiathlon sowie auf den 15. Platz über 15 km klassisch. Ab der Saison 2003/04 startete er für Russland und erreichte im Januar 2004 beim Marcialonga mit dem sechsten Platz seine beste Einzelplatzierung im Weltcup. Die Saison beendete er auf dem 74. Platz im Gesamtweltcup und errang damit sein bestes Gesamtergebnis. Im Weltcup lief er letztmals im Januar 2009 in Rybinsk, wo er den 38. Platz im Sprint belegte.

## Familie
Wiralajnen ist mit der russischen Biathletin Darja Wirolainen verheiratet. Das Paar hat zwei Söhne und lebt in Finnland.

## Teilnahmen an Weltmeisterschaften und Olympischen Winterspielen

### Olympische Winterspiele
- 2002 Salt Lake City: 13. Platz 15 km klassisch, 15. Platz Staffel, 26. Platz Sprint Freistil, 30. Platz 20 km Doppelverfolgung

### Nordische Skiweltmeisterschaften
- 2001 Lahti: 26. Platz Sprint Freistil, 47. Platz 15 km klassisch, 62. Platz 20 km Doppelverfolgung
- 2003 Val di Fiemme: 15. Platz 15 km klassisch, 19. Platz 20 km Skiathlon, 29. Platz Sprint Freistil

## Weltcup-Gesamtplatzierungen
| Saison  | Gesamt | Gesamt | Distanz | Distanz |
| Saison  | Punkte | Platz  | Punkte  | Platz   |
| ------- | ------ | ------ | ------- | ------- |
| 2001/02 | 2      | 138.   | -       | -       |
| 2002/03 | 25     | 86.    | -       | -       |
| 2003/04 | 49     | 74.    | 49      | 49.     |
| 2004/05 | 29     | 84.    | 29      | 53.     |